# Sobekemsaf
Sobekemsaf (sbk-m-z3 = f) va ser una reina egípcia de la XVII Dinastia. Va ser la Gran Esposa Reial del faraó Nubkheperre Intef i germana d'un faraó no identificat, probablement Sekhemre-Heruhirmaat Intef, Sobekemsaf II o Senakhtenre Ahmose.
| sbk | m | V16 · f |

| sbk | m | V16 · f |

El seu nom ("Sobek el protegeix") és gramaticalment masculí. Tot i que existia una versió femenina del nom (sbk-m-z3 = s), la reina apareix com a Sobekemsaf en totes les fonts, de manera que no es tracta d'un error puntual per part de l'escriva. De fet els noms masculins en dones no eren infreqüents durant el segon període intermedi, segurament Sobekemsaf duia aquest nom en honor d'algun dels seus avantpassats.
Apareix mencionada en un braçalet i un penjoll (avui al Museu Britànic) i en una estela trobada a la ciutat natal de la seva família, Edfu (avui al Museu de El Caire - CG 34009). L'estela, pertany a un oficial anomenat Yuf i datat a la XVIII Dinastia; aquesta estela esmenta la reconstrucció de la seva tomba. Una altra estela, també d'Edfu (El Caire - JE 16.2.22.23), representa a la reina Sobekemsaf juntament amb altres parents; l'estela nomena la germana de la reina Neferuni i la seva mare, el nom del qual s'ha perdut.
Els títols de Sobekemsaf eren: Dona del Rei (ḥm.t-nswt), Gran Esposa Reial (ḥmt-nỉswt wr.t), Units a la Corona Blanca (ẖnm.t-nfr-ḥḏ.t), Filla del Rei (z3.t- nỉswt), Germana del Rei (zn.t-nswt).